# مانفانتارا
منونتر أو منفنترة (بالإنجليزية: Manvantara)‏، في علم الكونيات الهندوسي، هي فترة دورية من الزمن تحدد مدة أو حكم أو عمر مانو، سلف البشرية. في كل منونتر يُخلق ويهلك سبعة ريشيات، وبعض الآلهة، وإندرا، ومانو، وملوكًا (أبناء مانو). يتميز كل منونتر بمانو الذي يحكم/ يسود عليها، ونحن حاليًا في المنونتر السابعة من أربعة عشر، والتي يحكمها فايفاسفاتا مانو، وهو السابع من بين 14 مانو. كل منونتر تشكل واحد كالبا، وتتكون الكالبا من 14 منونتر.